# Wannabe (gedrag)
Wannabe (van het Engelse "want to be", ofwel "willen zijn") is een vaak denigrerend bedoelde term voor een persoon die sterk probeert zich voor te doen als iets of iemand, meestal een beroemdheid, maar hier niet in slaagt. Het na-apen kan bijvoorbeeld gebeuren qua kleding, spreken of gedrag. 
Wannabe is vooral in de Engelse taal een veelgebruikte term, maar wordt ook in het Nederlands gehanteerd. Enkele synoniemen zijn:
- Willen zijn
- Nep/Neppe
- Onecht
- Doen Alsof
- Fake/Faker (Alleen als dit over een persoon is)